# Coteaux des Tertres
Les 	Coteaux des Tertres ou Hauts des Galgals (Barrow-downs en anglais) sont une région de la Terre du Milieu, univers de fiction créé par J. R. R. Tolkien, qui figure dans La Fraternité de l'anneau, premier volume du Seigneur des anneaux.
Ce massif de collines basses est situé à l'est de la Comté. Son nom vient des nombreux tumuli que les hommes y ont édifié au Premier Âge. Au Troisième Âge, ces tombes sont hantées par des esprits maléfiques, les Esprits des Tertres (ou « Êtres des Galgals » dans la traduction de Francis Ledoux, Barrow-wights en anglais). L'un d'eux constitue une péripétie sur le chemin de Frodon Sacquet dans Le Seigneur des anneaux.

## Noms
En anglais, les Coteaux des Tertres sont nommés Barrow-downs : les downs sont des collines crayeuses, tandis que barrow, synonyme de tumulus ou tertre, désigne une tombe préhistorique, tout comme galgal en français.
Le terme wight, quant à lui, désigne à l'origine toute créature vivante, mais cette acception est désormais archaïque, et le mot est plus couramment employé pour faire référence à une entité surnaturelle, telle qu'un fantôme. Le nom composé Barrow-wight apparaît dès 1891 dans Essays in Little, d'Andrew Lang.
Le nom sindarin des Coteaux est Tyrn Gorthad, décomposé en torn « tertre funéraire » et gorthad « esprit des Morts ».

## Histoire
Au Premier Âge, durant la lente migration vers l'Ouest qui les conduira jusqu'au Beleriand, les Edain traversent l'Eriador. C'est à cette époque qu'ils édifient les premiers tertres funéraires dans les collines des Coteaux des Tertres, ainsi que des mégalithes et des cercles de pierres. Après la submersion de Númenor, la région fait partie du royaume d'Arnor fondé par Elendil. Les Dúnedain considèrent les Hauts comme un endroit sacré, et plusieurs de leurs rois et princes y sont à leur tour inhumés. La région passe au royaume de Cardolan après la division de l'Arnor en 861.
Le Roi-Sorcier arrive en Eriador vers 1300 et fonde le royaume d'Angmar, voué à la destruction des Dúnedain. Un siècle plus tard, en 1409, il lance une grande offensive, et le Cardolan est dévasté. Les derniers Dúnedain du royaume se réfugient dans les Hauts des Galgals, ainsi que dans la Vieille Forêt voisine, d'où ils résistent à l'envahisseur jusqu'à ce que la Grande Peste de 1636 vienne les anéantir. Des esprits maléfiques suscités par le Roi-Sorcier, les Êtres des Galgals, prennent alors possession des tumulus abandonnés.
Lors de leur voyage vers Fondcombe (ou Fendeval), à la fin du Troisième Âge, Frodon Sacquet et ses compagnons sont capturés par un Être des Galgals, qui les retient prisonniers dans son antre. Ils ne doivent la vie qu'à l'intervention de Tom Bombadil, qui libère le tertre de l'esprit maléfique à l'aide d'une de ses chansons. Il offre également aux hobbits leurs premières épées, prises dans le trésor du tumulus. Celle de Merry lui servira à frapper le Roi-Sorcier au genou.

## Conception et évolution
Comme les autres péripéties impliquant Tom Bombadil, les Esprits des Tertres apparaissent pour la première fois dans le poème « Les Aventures de Tom Bombadil », paru en 1934 dans le journal The Oxford Magazine.

## Adaptations

### Vidéo-ludique
Bien qu'absents des deux adaptations cinématographiques du Seigneur des anneaux, les Hauts des Galgals figurent dans les jeux vidéo La Communauté de l'anneau (2002) et La Guerre du Nord (2011), ainsi que dans le MMORPG Le Seigneur des anneaux online.

### Dans la sérieLes anneaux de pouvoirs
Les coteaux des Tertres sont présents dans la série Le Seigneur des Anneaux : Les Anneaux de Pouvoir,  où Galadriel y déplore la perte de l'elfe Daemor membre de sa compagnie.